# Oxyethira bidentata
Oxyethira bidentata är en nattsländeart som beskrevs av Martin E. Mosely 1934. Oxyethira bidentata ingår i släktet Oxyethira och familjen smånattsländor. Inga underarter finns listade i Catalogue of Life.